# Jasan u Turyňského rybníka
Jasan u Turyňského rybníka je památný strom v obci Kamenné Žehrovice, která se nalézá 6 km zjz. od okresního města Kladna ve středních Čechách. Jasan ztepilý (Fraxinus excelsior) roste při severovýchodním okraji vesnice, na jižním břehu Turyňského rybníka (jinak též zvaného Velké Záplavy), největší vodní plochy Kladenska, několik desítek metrů západně od přepadu, jímž z rybníka vytéká potok Loděnice (Kačák).
Jasan požívá ochrany od roku 1985, kdy byl vyhlášen coby chráněný přírodní výtvor podle zákona 40/1956 Sb. S novým zákonem o ochraně přírody a krajiny 114/1992 Sb. později automaticky přešel do kategorie památný strom. Měřený obvod jeho kmene dosahuje 340 centimetrů (v  čase vyhlášení to bylo 328 cm), výška stromu 14 metrů. Označení jasanu zajišťuje tabule „Památný strom“ s malým státním znakem, osazená na sloupku po jeho východní straně.
Památný strom je jednoduše dostupný asi 150m odbočením ze „staré karlovarské“ silnice II/606 do ulice Na Turyni; přímo kolem něho vede široká cesta, lemující břeh rybníka. Poblíž, u výpusti rybníka, je situováno 5. zastavení („Turyňský rybník“) Drvotovy naučné stezky. Z naučné stezky, jež v tomto úseku vede v souběhu s červenou a modrou turistickou trasou, se ke stromu dojde asi po 70m neznačeném odbočení po břehu rybníka.

## Fotogalerie

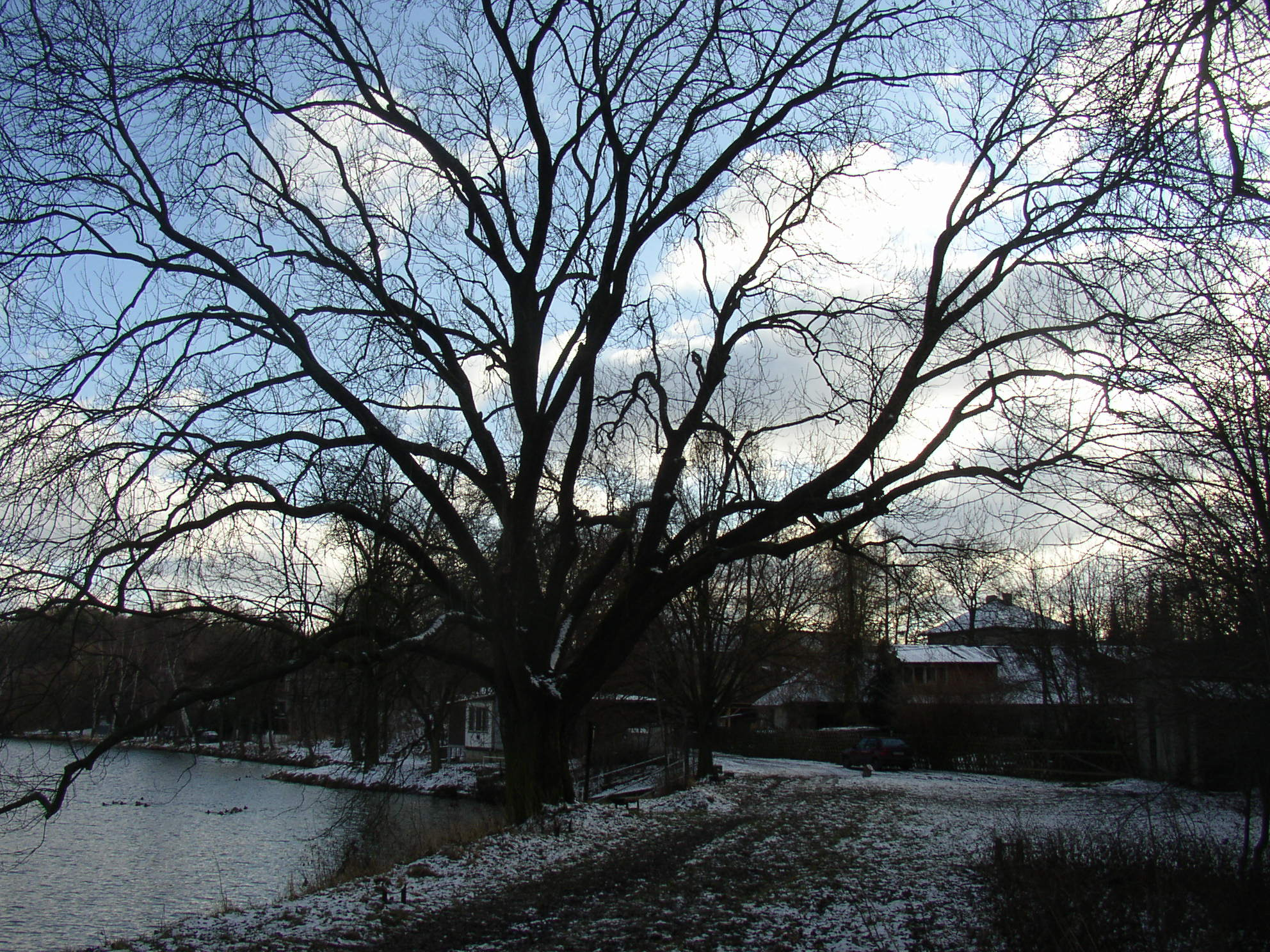
Celkový pohled od západu
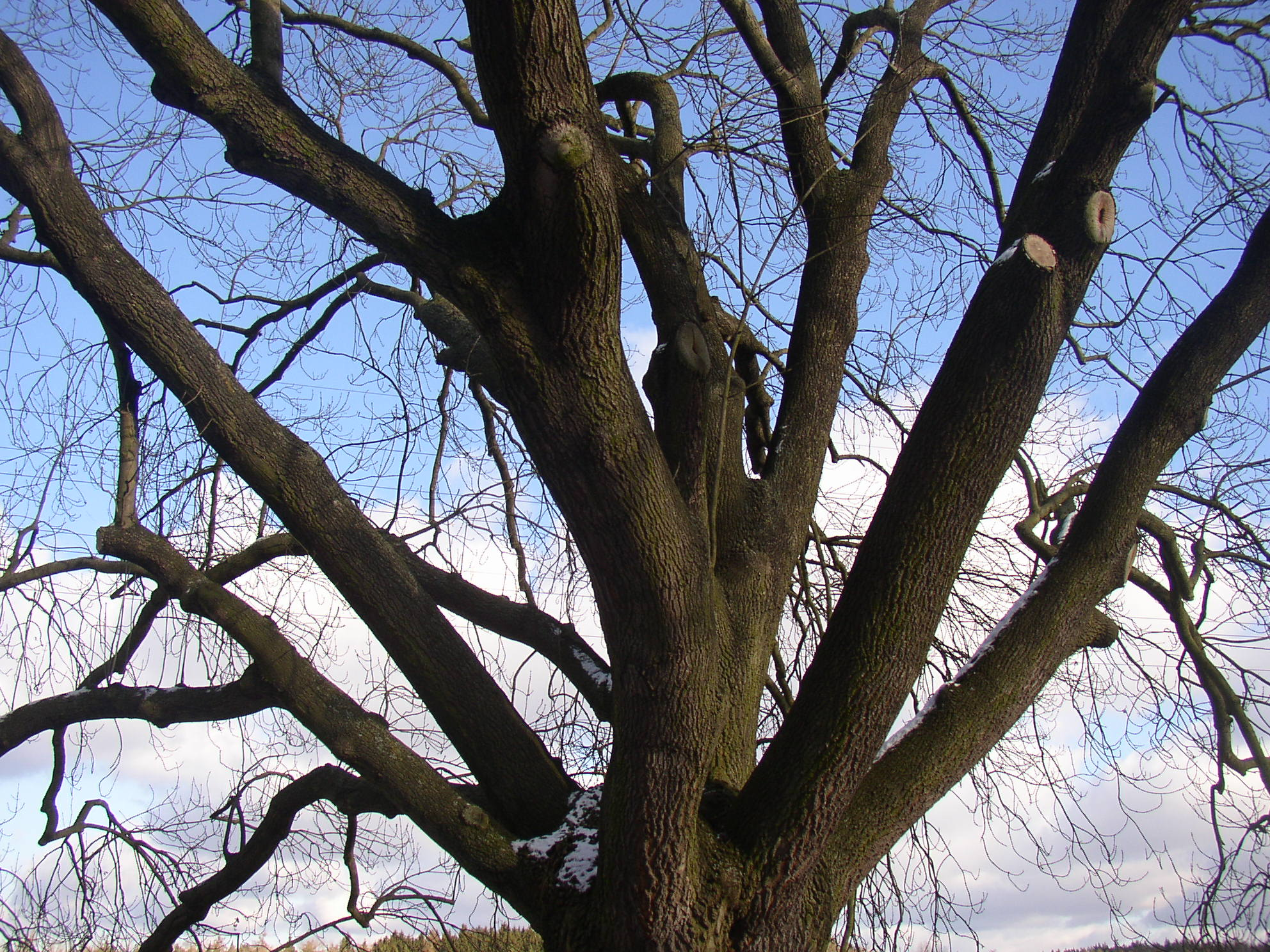
Větvení koruny
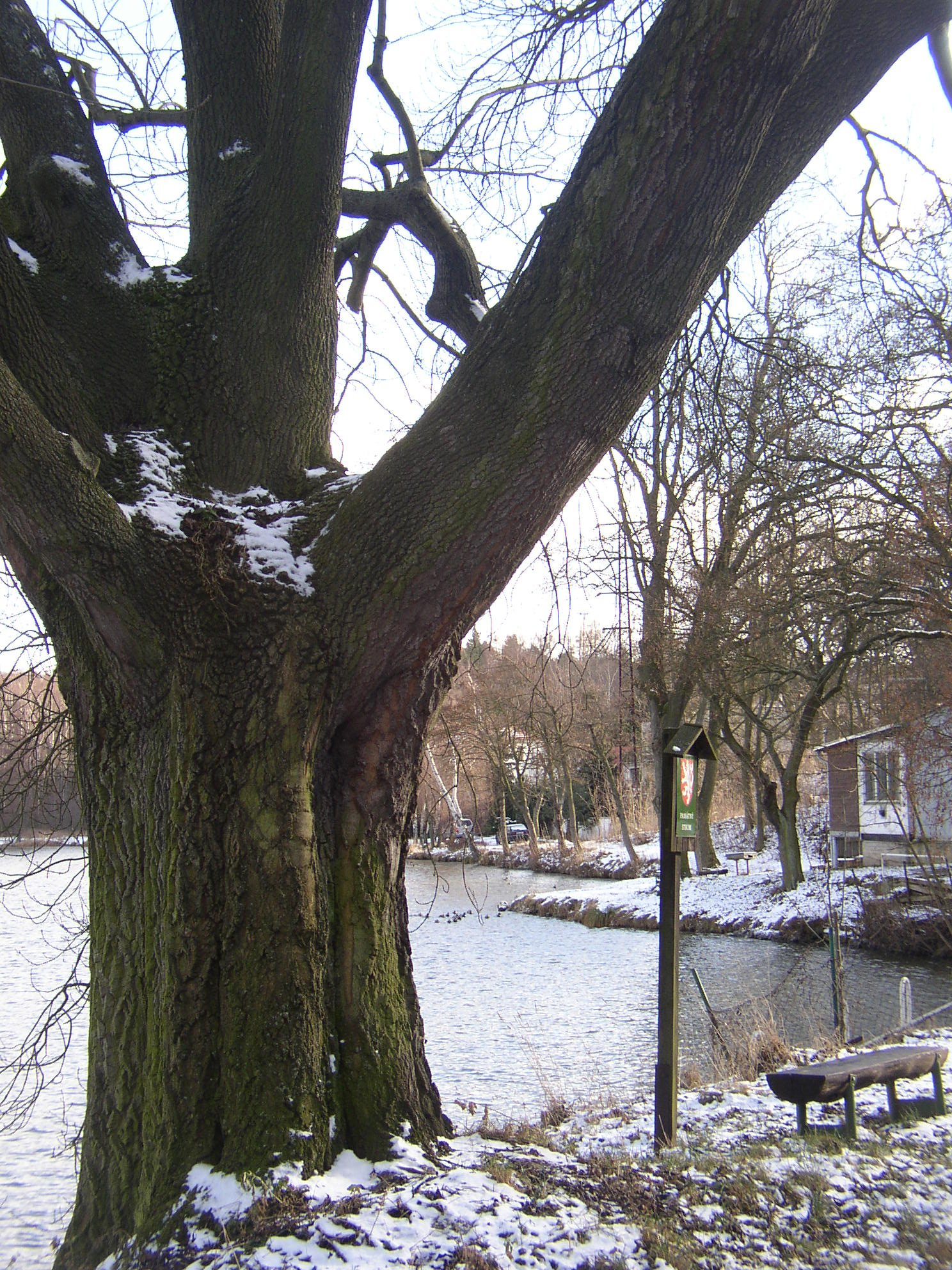
Kmen od zjz.
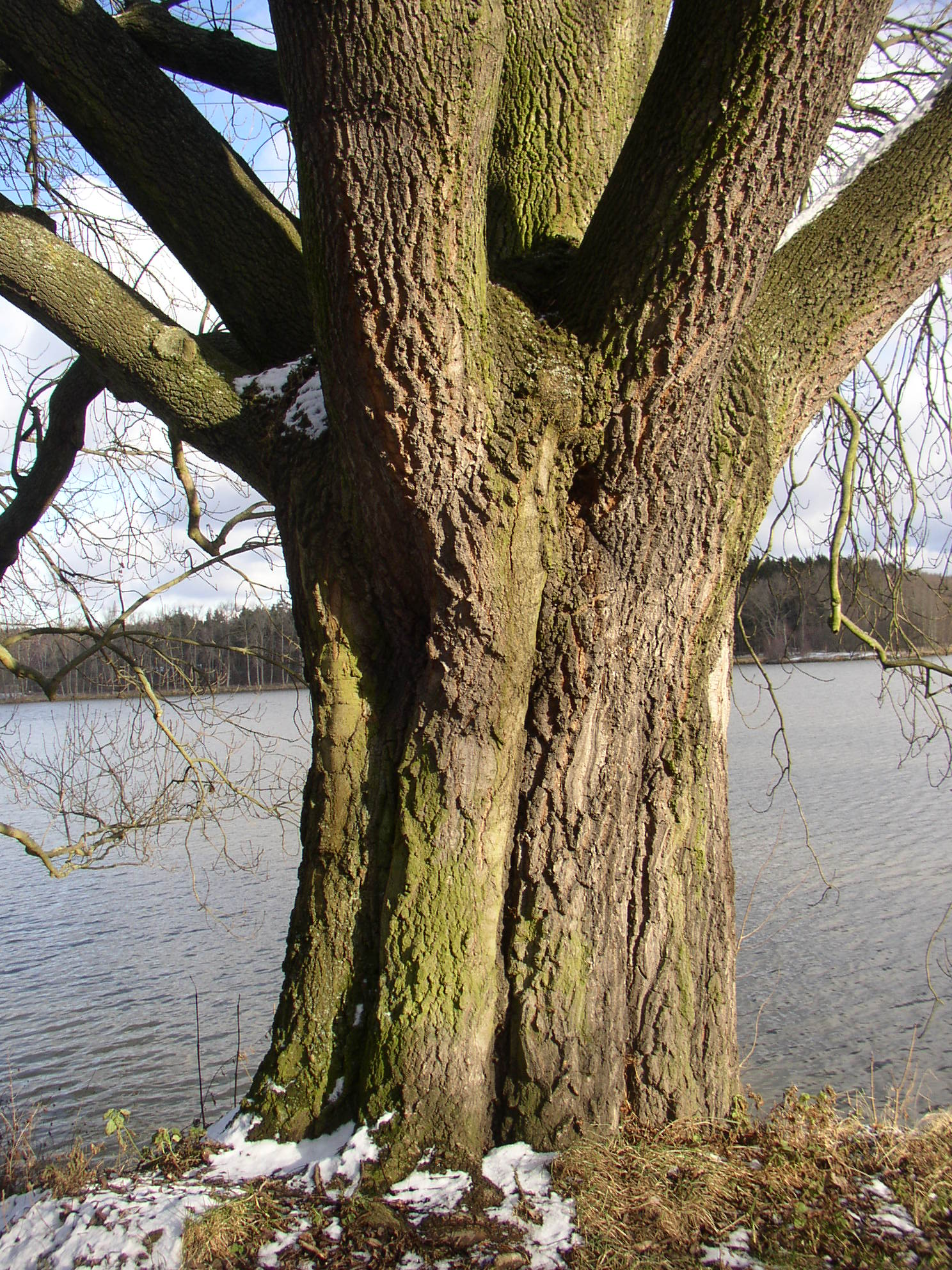
Kmen od jihu.
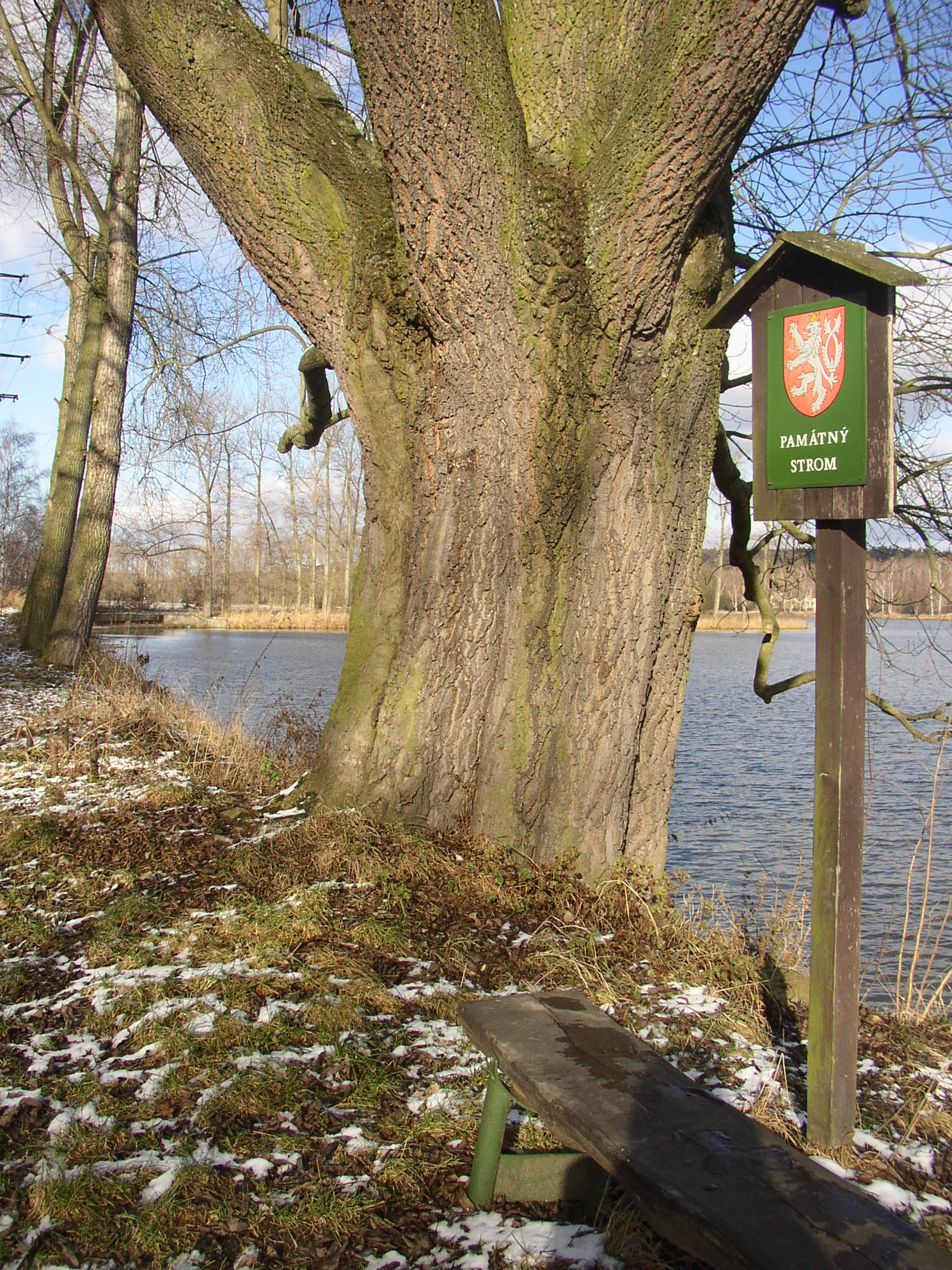
Kmen a označník od jv.

## Památné a významné stromy vokolí
- Dub na Beraníku (5,5 km sv.)
- Dub u Valdeka (5,3 km jv.)
- Dub u Velké Dobré (2,8 km vjv.)
- Duby na Kopanině (4,8 km s.)
- Hamouzův dub (5,2 km j.)
- Jasan v Žilině (3,7 km jjz.)
- Lípa Svatopluka Čecha (5,6 km z.)
- Lípa ve Lhotě (4,7 km j.)
- Mrákavský dub (870 m v.)
- Planá jabloň (4,5 km j.)
- Ploskovská kaštanka (5,7 - 6,7 km jz.)
- Rozdělovské duby (3,9 km sv.)
- Rozdělovské lípy (2,9 km vsv.)
- Stochovský klen (4,7 km z.)
- Svatováclavský dub (5,1 km zsz.)
- Vrba v Libušíně (4,7 km ssv.)